# Diócesis de Visby
La diócesis de Visby (en sueco: Visby stift) es una división de la Iglesia de Suecia que cubre la isla de Gotland, al suroeste del país. La sede es la Catedral de Visby, situada en la parte antigua de la ciudad. El obispo de Visby también es responsable de la supervisión de la Iglesia de Suecia en el extranjero (SKUT). Visby es una de las trece partes de la Iglesia de Suecia, y su territorio coincide con una isla. 

## Obispos de Visby
- 1572-1589 Moritz Christensen Glad (Mauricio Christiani Lætus)
- 1586-1591 Petrus Johannis (Peder Hansen Riber)
- 1592-1596 David Hansson Bilefeld
- 1597-1599 Povel Andersen (Paulus Andræ Medelby)
- 1600-1601 Willatz Sörensson (Willadius Severini)
- 1601-1613 Lauritz Nielsøn Helsinburgicus
- 1615-1624 Antonio Johannis Kolding (Anton Hansen Kolding)
- 1627-1631 Teodoro Erasmi (Thor Rasmussen)
- 1631-1644 Oluff Fock (Olavus Phocas Staphrophski)
- 1645-1656 Hans Nilsson Strelow
- 1656-1657 Niels Lauritzen Wallensis Gardeus
- 1657-1676 Juan Brodinus
- 1676-1679 Hans Nilsson Endislöv
- 1679-1685 Haquin Spegel
- 1685-1692 Petrus Stjernman
- 1692-1709 Israel Kolmodin
- 1711-1734 Johan Esberg (Johannes Esbergius)
- 1735-1745 Georg Wallin d.y. (Jöran Wallin)
- 1745-1757 Martín Wilhelmsson Kammecker
- 1757-1795 Gabriel Thimotheus Thimotheusson Lütkeman
- 1795-1796 Karl Fredrik Mührbeck
- 1796-1805 Johan Möller
- 1807-1813 Nils Gardell
- 1813-1838 Carl Johan Eberstein
- 1838-1841 Cristóbal Isaac Heurlin
- 1841-1858 Carl Hallstrom
- 1859-1884 Lars Antón Anjou
- 1885-1920 Knut Henning Gezelius von Scheele
- 1920-1936 Víctor Rundgren
- 1936-1947 Torsten Ysander
- 1948-1950 Gunnar Hultgren
- 1951-1961 Algot Anderberg
- 1962-1980 Olof Herrlin
- 1980-1991 Tore Furberg
- 1991-2003 Biorn Fjärstedt
- 2003-2011 Lennart Koskinen
- 2011-2018 Sven-Bernhard Fast
- desde 2018 Thomas Petersson